# Araçarí de bandes
L'araçarí de bandes (Pteroglossus pluricinctus) és una espècie d'ocell de la família dels ramfàstids (Ramphastidae) que habita la selva humida de l'est de Colòmbia, sud de Veneçuela, est de l'Equador, nord-est del Perú i nord del Brasil.